# PENG-modellen
PENG-modellen är en analysmetod för att få ett underlag för investeringsbeslut. Modellen försöker värdera även svårbedömda konsekvenser av en investering eller organisationsförändring.

## Översikt
| Diagram över PENG-analys            | Diagram över PENG-analys |
| ----------------------------------- | ------------------------ |
| Svår- värderad nytta                | Netto- nytta             |
| Indirekt resultat- påverkande nytta | Netto- nytta             |
| Direkt resultat- påverkande nytta   |                          |
| Kostnad för nyttan                  |                          |
| Nyttor                              | Kostnader                |

PENG står för Prioritera Enligt NyttoGrunder. Modellen försöker fastställa vilka nyttor som en viss investering ger. Nyttor kan vara relaterade både till kostnadsbesparingar och intäkter. Till skillnad från andra kalkyleringsmetoder, försöker PENG-analysen även ta hänsyn till svårvärderade och indirekta nyttor. 
Resultatet av en PENG-analys är främst ett stapeldiagram över intäkter och besparingar respektive kostnader. Som ett hjälpmedel för att förstå effekter och möjligheter, delas nyttor i PENG-modellen in i tre kategorier:
- Grön nytta: Direkt resultatpåverkande nytta. Exempel kan vara lägre kostnader till följd av sänkta lönekostnader då en process blir effektivare.
- Gul nytta: Indirekt resultatpåverkande nytta. Exempel kan vara minskade kostnader för rekrytering på grund av nöjdare medarbetare, eller ökade intäkter som ett resultat av bättre kundservice.
- Röd nytta: Svårvärderad nytta. Exempel kan vara förbättrad image som följder av investeringar i miljöförbättrande åtgärder.